# Stipa neomexicana
Stipa neomexicana är en gräsart som först beskrevs av George Thurber, och fick sitt nu gällande namn av Frank Lamson Scribner. Stipa neomexicana ingår i släktet fjädergrässläktet, och familjen gräs. Inga underarter finns listade i Catalogue of Life.